# Музей на мечката (Триград)
Вижте пояснителната страница за други значения на Музей на мечката.
Музеят на мечката се намира между село Триград и пещера Дяволското гърло.
Създаден е по идея на Костадин Хаджийски. В музея са представят факти, свързани с живота на кафявата мечка. Създаден е с цел опознаване и опазване на застрашения от изчезване вид. В него се дава информация за едрите хищници, техните местообитания, опасностите, свързани с тяхната популация, и съвети за поведение при среща с тях. Разполага със записи с автентичен рев на мечки, вълци, лисици, както и отливки на стъпки на животните.